# Александр IV Лэпушняну

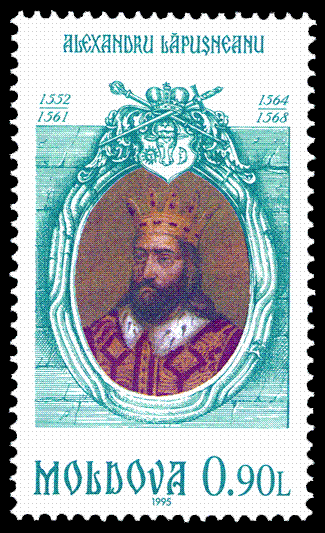
Почтовая марка Молдовы, 1995 год

Александр III Лэпушняну ({{lang-{{{1}}}|}}и рум. Александру III Лэпушняну; умер 1568) — господарь Молдавского княжества с сентября 1552 по 18 ноября 1561 года и с марта 1564 до весны 1568 года.

## История
После убийства Стефана VI Рареша новым господарём молдавские бояре выбрали Иоана Жолдю, также боярина. Группа молдавских бояр из Польши, узнав о назначении, сами выбрали господарём боярина Петра Стольника, который вступил в Молдавское княжество вместе с польским войском. Пётр отправил ворника Моцока с частью войска, чтобы захватить Жолдю. В итоге Иоан Жолдя был окружён у Шипоте, ему отрезали нос и отправили в монастырь. Невесту Жолди Роксандру взял в жёны Пётр, взошедший на молдавский престол под именем Александра Лэпушняну. Своё право на престол он оправдывал тем, что якобы являлся сыном Богдана III Кривого. Однако в таком случае получается, что он женился на собственной двоюродной сестре, так как Роксандра была дочерью Петра Рареша, брата Богдана Кривого.
Во время первого правления Лэпушняну в Молдавии был период относительной стабильности, восстанавливалась экономика, возникали первые союзы ремесленников. Господарь поощрял строительство церквей, жертвовал на это собственные средства, по его заказу писались летописи. Жёсткая политика Александра Лэпушняну вызвала недовольство бояр, которые поддержали нового претендента на трон Иона Якова Гераклида, который победил Александра Лэпушняну в битве у Верби и с помощью Габсбургов взошёл на молдавский престол.
После убийства Гераклида, прозванного Деспотом Водэ, и краткого правления Стефана VII Томши, Лэпушняну после гражданской войны и уплаты дани в более чем 200 тыс. золотых туркам снова становится господарём Молдавии. Второе правление ознаменовалось сильной зависимостью от османов, посадивших Лэпушняну на трон. В частности, по сообщению Григоре Уреке, выполняя данное туркам обещание, он разрушил все крепости в Молдавском княжестве, кроме Хотина, прикрывавшего польскую границу. Предполагается, что он же перенёс столицу из неприступной крепости Сучава в Яссы, лежащие в открытой местности и всегда доступные для турок.
В 1568 году Александр становится тяжело болен и принимает монашеский сан под именем Пахомий. Он пообещал насильно постричь в монахи и многих бояр, за что те его и отравили.

## Память
- В 1995 году была выпущена почтовая марка Молдовы, посвященная Александру III Лэпушняну.

В 2014 году решено восстановить бывшую усадьбу Александру Лэпушняну, которая находится в селе Лэпушна в Молдове.

## Литературный образ
Новелла К. Негруцци «Александру Лэпушняну» (1840)  стала классическим изображением жестокого господарского произвола. Правда, с исторической точки зрения она содержит неточности. Так, Моцок служил Лэпушняну лишь в первое его правление, а после его возвращения к власти бежал вместе с Томшей во Львов, где и был казнён.